# Chamaedorea correae
Chamaedorea correae är en enhjärtbladig växtart som beskrevs av Donald R. Hodel och Natalie Whitford Uhl. Chamaedorea correae ingår i släktet Chamaedorea och familjen Arecaceae.
Artens utbredningsområde är Panama. Inga underarter finns listade i Catalogue of Life.